# Elección papal de 1119
La elección papal de 1119 (celebrada del 29 de enero al 2 de febrero) fue, de todas las elecciones consideradas actualmente legítimas por la Iglesia Católica Romana, la elección papal más breve del siglo XII.
Es probable que solo dos cardenales obispos, cuatro cardenales presbíteros y cuatro cardenales diáconos participaran en la elección. La elección tuvo lugar en la abadía de Cluny, en Borgoña, Francia, mientras que la mayoría de los demás cardenales permanecieron en Italia. Guido de Borgoña, arzobispo de Vienne, no cardenal, fue elegido papa Calixto II. 
Los cardenales de Cluny acordaron solicitar la aprobación de los cardenales de Roma antes de proceder a la entronización del elegido. Los cardenales de Roma dieron su consentimiento y Guido fue coronado en Vienne el 9 de febrero. Tras pasar más de un año restaurando los asuntos de Francia y Alemania, llegó a Roma el 3 de junio de 1120.

## Muerte del Papa Gelasio
El papa Gelasio II se encontraba exiliado de Roma, que estaba en manos del emperador Enrique V y su antipapa Mauricio Burdino, y había huido a Francia. La lucha con el emperador por la Querella de las Investiduras le estaba costando caro. Celebró un sínodo en Vienne en la primera mitad de enero de 1119, desde donde se trasladó a Lyon el 14 de enero. Cuando salía de Vienne, Gelasio ordenó al arzobispo Guido de Vienne que se reuniera con él en Cluny después de que él mismo hubiera llegado allí.
El papa luego celebró otro sínodo en Mâcon, donde fue afectado por una repentina y grave enfermedad, que Pandulfo Pisano identificó como pleuresía.  Inmediatamente después de reconocer la gravedad de su condición, convocó al cardenal Kuno von Urach, obispo de Palestrina, y, según Falco de Benevento, le ofreció el papado. Kuno se negó enfáticamente. [ 6 ] En su lugar, Kuno sugirió al arzobispo de Vienne.
Gelasio estaba cerca de morir cuando su grupo llegó a Cluny, a sólo 24 km de Mâcon, pero pudo tener una reunión de despedida con los cardenales que lo habían acompañado y recibir los sacramentos antes de morir el 29 de enero de 1119.
La "Historia Compostelana" afirma que, antes de la muerte del papa Gelasio, llegó el arzobispo de Vienne (Guido de Borgoña), mientras los cardenales y obispos de Ostia y Oporto discutían con varios romanos sobre posibles candidatos al papado. El papa Gelasio (adhuc vivens, aún vivo) nombró al arzobispo de Vienne y al abad Poncio de Cluny ante el clero y el pueblo romanos como posibles sucesores. Sin embargo, el arzobispo de Vienne no llegó a Cluny hasta el 1 de febrero, tres días después de la muerte del papa. Además, los cardenales obispos presentes en Cluny eran de Ostia y Palestrina, no de Oporto. La "Historia Compostelana" no parece ser una fuente fiable.

## Cardenales electores
Los cardenales que acompañaron a Gelasio II a Cluny son conocidos por el Liber Pontificalis asociado con "Pandulfo" (ya sea Pandulfo de Pisa o Pandulfo de Lucca), por la carta de Cluny y por la crónica de Ordericus Vitalis.
Probablemente participaron en la elección diez cardenales.

## Actas

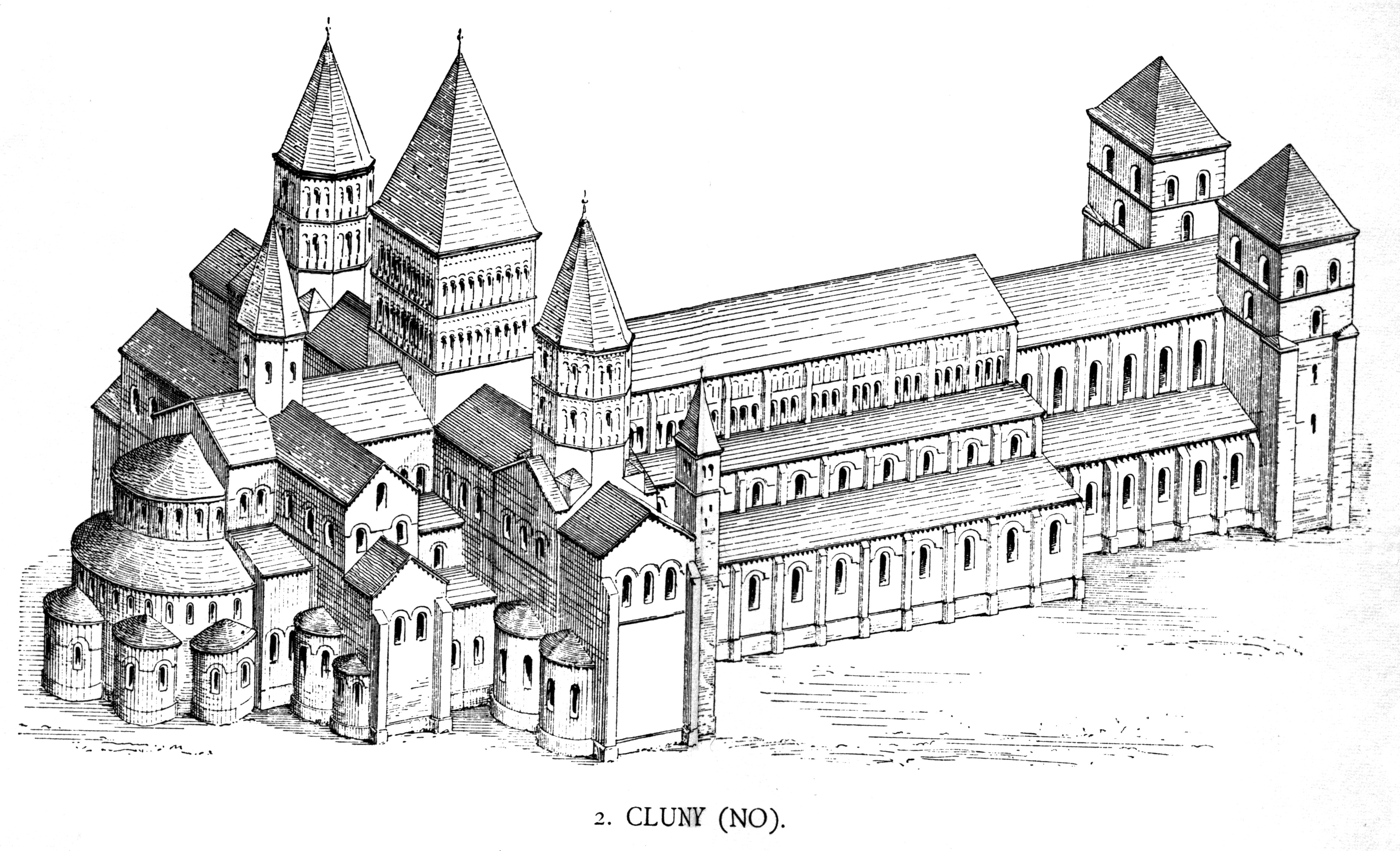
Abadía de Cluny, lugar de la elección papal.

Los cardenales que asistieron a la Misa de Réquiem de Gelasio II en Cluny el 30 de enero de 1119 estaban divididos sobre si su sucesor debía ser elegido en el acto (como permitía la bula papal In Nomine Domini del papa Nicolás II), o si debían regresar a Roma y celebrar la elección con el Colegio Cardenalicio en pleno. Una consideración importante fue el cisma en el que el emperador apoyó a su propio antipapa, el antipapa Gregorio VIII (Mauricio Burdino), que podría beneficiarse de la ausencia de un papa legítimo. 
Aunque los cardenales procedieron a la elección inmediatamente, acordaron que posteriormente presentarían su elección a todo el Colegio. La elección, según el derecho canónico, no habría comenzado hasta tres días después de la muerte del papa, el 1 de febrero, y, según las reglas establecidas por Nicolás II, los dos cardenales-obispos, Lamberto y Kuno, tenían el derecho exclusivo de nominación. El arzobispo Guido de Vienne llegó a Cluny el mismo día, 1 de febrero.
El arzobispo Guido fue probablemente el prelado más destacado de Europa. Su abuelo había sido el duque Ricardo II de Normandía, lo que convertía a Guido en primo del rey Enrique I de Inglaterra. Su hermano Renaud había sido conde de Borgoña, y su hermana Sibila se casó con su sucesor, Su hermano Étienne había sido conde de Varsac y de Mâcon. Su hermano Raimundo, conde de Amous, se había casado con Urraca, hija del rey Alfonso VI de Castilla, convirtiendo al joven Alfonso VII en su sobrino y pupilo. Una hermana era condesa de Saboya y madre de Amadeo III.
Cuando Alfonso VI murió el 30 de junio de 1109, Guido se convirtió en tutor (gobernador) del menor Alfonso VII, junto con el arzobispo Didaco de Compostela y la reina Urraca, y viajó a Burgos para participar en el juramento de fidelidad al joven monarca.
Aunque los relatos contemporáneos divergen en muchos puntos, es evidente que los dos candidatos que surgieron fueron Guido y Poncio de Cluny, ambos nombrados como candidatos por el difunto pontífice. El relato de Gaufrido, prior de Vigois, relata que Gelasio II había preferido a Poncio y predicho su elección. 
En opinión de Mary Stroll, Poncio era un candidato mucho más conciliador, probablemente para negociar una solución a la Querella de las Investiduras. Dos relatos en particular —los de Bernardo de Carrión en la "Historia Compostelana", y Gaufrido de Vigois— detallan la elección de Guido, enfatizando la importancia de su conocida postura confrontativa hacia Enrique V (habiéndolo excomulgado previamente) y su poderosa familia, la dinastía Salia.

## Consecuencias
Según la "Historia Compostelana", inmediatamente después de su elección como Calixto II, Guido de Borgoña fue investido con el manto rojo papal, según la costumbre ceremonial. Sus sirvientes (contribulibus atque militibus suis), al enterarse de su elección, derribaron las puertas de la cámara electoral y entraron armados; se acercaron al papa electo y le arrancaron violentamente el manto, la estola y otras vestimentas papales. 
Se quejaron de que Vienne, Borgoña y Francia no querían perder a tan maravilloso mecenas y exigieron que los electores eligieran a otro. De hecho, la violencia fue una manifestación a favor de Calixto, pero a favor de su permanencia como arzobispo. Ninguna otra fuente, y menos aún Pándulfo Pisano, quien estuvo presente, menciona este incidente.
Tras su entronización, el nuevo papa y el arzobispo Dídaco Gelmírez de Compostela no eran amigos.
Tras un año viajando por Francia y celebrando concilios y sínodos, el papa partió de Cluny el 7 de enero de 1120 rumbo a Italia. Llegó a Pisa el 12 de mayo y regresó a Roma el 3 de junio. En abril de 1121, Calixto II se dirigió a Sutri, donde se encontraba su oponente, el antipapa Gregorio VIII, designado por Enrique V. 
El asedio, dirigido por el cardenal Juan de Crema, se prolongó ocho días más, hasta que Gregorio VIII fue entregado al papa. Calixto entonces encarceló al antiguo antipapa en el monasterio de Santa Lucía ad Saepta Solis, desde donde fue trasladado de monasterio en monasterio hasta su muerte en 1137.